# Masahiro Shimoda
Masahiro Shimoda (japanisch 霜田 正浩 Shimoda Masahiro; * 10. Februar 1967 in Toshima) ist ein ehemaliger japanischer Fußballspieler und -trainer.

## Karriere

### Spieler
Shimoda erlernte das Fußballspielen in der Schulmannschaft der Takashima High School. Seinen ersten Vertrag unterschrieb er 1988 bei Fujita Industries. 1988 erreichte er das Finale des Kaiserpokal. Danach spielte er bei Kyoto Shiko und Yokogawa Electric. Ende 1993 beendete er seine Karriere als Fußballspieler.

### Trainer
1994 wurde Shimoda Co-Trainer von Otsuka Pharmaceutical. 1997 wechselte er zu Kyoto Purple Sanga. 2001 wechselte er zu FC Tokyo. Im November 2006 wechselte er zu YSCC Yokohama. 2007 wechselte er zu JEF United Chiba. Von 2012 bis 2013 trainierte Shimoda die U-20-Juniorinnennationalmannschaft. Im August 2017 wurde Shimoda Co-Trainer von VV St. Truiden. 2018 wurde Shimoda Trainer von Renofa Yamaguchi FC.

## Erfolge
Fujita Industries
- Kaiserpokal

Finalist: 1988